# Eurytoma phytophaga
Eurytoma phytophaga är en stekelart som beskrevs av Girault 1919. Eurytoma phytophaga ingår i släktet Eurytoma och familjen kragglanssteklar. Inga underarter finns listade i Catalogue of Life.